# Heliothelinae
De Heliothelinae zijn een onderfamilie van vlinders of Lepidoptera uit de familie van de grasmotten of Crambidae. Deze onderfamilie is in 1961 beschreven door Hans Georg Amsel. De onderfamilie bevat drie geslachten met 29 soorten.

## Geslachten
Tussen haakjes staat het aantal soorten binnen het geslacht.
- Eclipsiodes Meyrick, 1884 (3)
- Heliothela Guenée, 1854 (10)
- Phanomorpha Turner, 1937 (16)